# Tupilați, Vaslui
Tupilați este un sat în comuna Găgești din județul Vaslui, Moldova, România.